# 理查德·佩克
理查德·韦恩·佩克（Richard Wayne Peck，1934年4月10日—2018年5月23日），也譯作瑞奇·派克，是一位美国青年文学小说家。1990年，他获得美國圖書館協會頒發的獎項。1999年、2001年他分別凭借兩部小说《我那特異的奶奶》、《那一年在奶奶家》獲得纽伯瑞奖。

## 著作
- 我那特異的奶奶(A Long Way from Chicago) (1998)

1999年紐伯瑞銀牌獎
- 那一年在奶奶家(A Year Down Yonder) (2000)

2001年紐伯瑞金牌獎
- 走了一位老師之後(The Teacher's Funeral) (2004)
- 奶奶的一季大禮(A Season of Gifts) (2009)